# 文腾街道
文腾街道，是中华人民共和国贵州省毕节市织金县下辖的一个街道办事处。
2010年5月20日，贵州省人民政府批复同意撤销织金县城关镇，以原城关镇水依、西湖、大坡、独山、金北、金西、金中等7个村（社区）地域为文腾街道办事处行政区域，办事处驻金北社区。

## 行政区划
文腾街道下辖以下地区：
金北社区、金西社区、金中社区、西湖村、水依村、独山村和大坡村。